# Жеребцова, Полина Викторовна
Поли́на Ви́кторовна Жеребцо́ва (род. 20 марта 1985, Грозный) — писатель-документалист, художник, поэт. Автор чеченских дневников, повестей и романов, которые были переведены на многие языки мира. Направление в живописи — экспрессия с элементами магического реализма. Художник разработала индивидуальную технику многослойного наложения красок. Выставки её картин проходят в Северной Европе.
В 2012 году Полина из-за угроз и нападений на её мужа и на неё саму была вынуждена покинуть Россию и в 2013 году получила политическое убежище в Финляндии, в 2017 году ей дали гражданство. Занимается правозащитной деятельностью. Финалист премии имени А. Сахарова «За журналистику как поступок» 2012 год.
Автор «Доклада о военных преступлениях на территории Чеченской республики 1994—2004 гг.».
Полина родилась в многонациональной семье (в роду отца чеченцы, евреи, поляки, в роду матери русские, украинцы) на территории Чечено-Ингушской АССР, в городе Грозном. Во время военных кампаний за пределы Чеченской Республики не выезжала.
С началом войны 1994 года в Чеченской Республике девятилетняя Полина Жеребцова начинает вести личный дневник, в котором описывает происходящие исторические события на своей Родине.
В октябре 1999 года, в результате взрыва на рынке в городе Грозный, Полина Жеребцова получила ранение средней тяжести (девочка в это время помогала матери в мелкой торговле).

## Детство
Полина Жеребцова родилась 20 марта 1985 года в многонациональной семье в Грозном. Она считает себя космополитом, так как в её роду множество разных национальностей. Отец Полины умер, когда она была совсем маленькой. Мать Полины Жеребцовой, Елена Жеребцова, работала в должности старшего товароведа на крупном предприятии. Свободное время она посвящала воспитанию дочери.
Дед Полины по материнской линии, с которым у неё сложились дружеские отношения, Жеребцов Анатолий Павлович, работал в Грозном более 25 лет на телевидении журналистом-кинооператором. Бабушка Полины по материнской линии была профессиональной художницей. Дед по отцовской линии был актёром и музыкантом. Бабушка по отцовской линии была профессиональной актрисой.
Полина Жеребцова росла в семье, где почитались в равной степени такие книги как Тора, Библия и Коран. С детства изучала религии разных народов, историю и философию. Любимым предметом в школе была литература.
В семье Полины Жеребцовой часто повторяли: «Мы — люди мира!» — зная, что в роду были разные национальности.

## Первая война
В самом начале первой чеченской войны (1994—1996 гг.) погиб дед Полины Жеребцовой Анатолий — больница г. Грозного по улице Первомайской, в которой по состоянию здоровья находился 72-летний участник Великой Отечественной войны, была обстреляна с воздуха самолётами.
Полина сделала первые серьёзные записи в свой дневник. Она вела его для себя и давала соседям и друзьям нарицательные имена; записывала смешные и грустные моменты жизни.
Война 1994—1996 годов в Чеченской Республике нарушила отношения между русским и чеченским народами. Появилась вражда, ненависть, взаимные упрёки. Из-за фамилии Полина подвергается неоднократным незаслуженным оскорблениям в школе после военного конфликта 1995 года.
Неприязнь представителей чеченского народа к русским соседям и знакомым Полины Жеребцовой описана ею позднее в документальных рассказах.

## Вторая война
В 1999 году началась новый виток войны. Полине Жеребцовой было уже 14 лет. В её «Дневнике» появляются новые подробности происходящего.
Помогая после школы торговать матери на центральном рынке Грозного, Полина Жеребцова получила ранения средней тяжести в ноги. Печально знаменитый по своим масштабам обстрел мирного рынка 21 октября 1999 года описывается в предварительном докладе «Неизбирательное применение силы федеральными войсками в ходе вооруженного конфликта в Чечне в сентябре-октябре 1999 года».
В связи с ранением и болезнью Полина Жеребцова с матерью не успели выехать из объятого войной Грозного. Начались голод, скитания, выселение вместе с другими соседями на «зачистку», описанные Полиной на страницах дневника.
Полина Жеребцова несколько раз находилась между жизнью и смертью, но с упорством продолжала писать, так как надеялась, что кто-нибудь найдёт её тетради и прочитает о том, как страдают мирные жители — дети и старики, во время войны.
Главное для неё — чтобы люди поняли, что нельзя допускать войны, тем более на территории своего же государства.
Дневник рассказывает о том, что до начала конфликта 1994 года в Республике отношения между русским и чеченским народами были взаимно дружественными.

Я думала, когда меня убьют, люди найдут этот дневник. Я думала, люди прочитают этот дневник и поймут, что никогда не нужно воевать.
— Грозный: военный дневник девочки
Дом по улице Заветы Ильича, в городе Грозном, в котором до войны проживала семья Полины Жеребцовой, после военных действий 1999—2000 годов восстановлению не подлежал. Однако, Полина с матерью проживали ещё более года без удобств, в катастрофических условиях.
Только в феврале 2000 года, через пять месяцев после ранения, 14-летней Полине Жеребцовой сделали операцию. Оперировали врачи из 9-й московской больницы, в госпитале МЧС на территории разрушенного Грозного, вынимая самый крупный осколок.
За ранения (16 осколков) никакой компенсации Полина не получила. Обращалась в московский «Мемориал», чтобы помогли подать иск «о ракете» в ЕСПЧ, но там объяснили, что они этим «не занимаются».

## Деятельность
Полина Жеребцова сменила 5 школ в Грозном. Все они были поочерёдно разрушены во время военных действий в Чеченской Республике.
В 2002 году 17-летняя Полина Жеребцова поступила в Чеченский государственный педагогический институт.
В 2004 году окончила школу корреспондентов с красным дипломом
С 2003 года сотрудничала с различными СМИ и литературными журналами на Кавказе. Помогала Наталье Эстемировой собирать данные о пострадавших во время обстрела на грозненском рынке. Направления, в которых работает Жеребцова: журналистские расследования, публицистика, интервью, очерки, рассказы, стихи, эссе, фельетоны, сказки для детей. Более трёхсот стихотворений поэтессы опубликованы в СМИ. В 2013 году стихи Жеребцовой вышли в антологии «Взгляд белой кошки».
В 2005 году семья Полины Жеребцовой переехала в Ставрополь, устав от постоянных взрывов и терактов в Чечне, где война фактически продолжалась. В Ставрополе Полина Жеребцова перевелась в Северо-Кавказский государственный технический университет на заочное отделение «Общая психология» (диплом получен в 2010 году).
В 2006 году Полина Жеребцова стала лауреатом международного литературного конкурса имени Януша Корчака в Иерусалиме сразу в двух номинациях.
В 2006 году она написала письмо Александру Солженицыну, рассказав о своих Дневниках и прося помочь с публикацией. Сотрудники фонда Солженицына помогли Полине переехать в Москву, но дневники опубликовать не удалось. Она работала няней, иногда консультантом. С 2010 года, получив диплом университета, преподавала в московской школе историю и литературу.
В 2007 года стала членом Союза журналистов России. Имеет международную профессиональную карточку журналиста International Press Card.
С 2008 года Полина Жеребцова публиковалась в журналах «Знамя», «Большой город», «Отечественные записки».
С 2012 года состоит в финском ПЕН-клубе.
В Финляндии начала писать картины маслом, преимущественно Северное сияние. Выставки проходят в Европе.

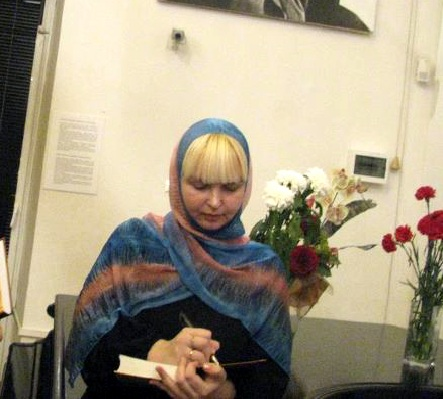
Полина Жеребцова на презентации книги в музее А. Сахарова, 2011 год

Преподаёт в Свободном Университете. Сотрудничает с издательством Sandermoen Publishing в Швейцарии

## Семья
- Мать — Елена Анатольевна Жеребцова (1951—2023). Воспитательница, поэтесса[47].
- Дед — Анатолий Павлович Жеребцов (погиб в 1994 году). Журналист, кинооператор, участник Великой Отечественной войны[48].
- Полина Жеребцова состоит в официальном браке с 2009 года[49]. Её муж родом из Киргизии[50].

## Оценка творчества
Полина Жеребцова пишет в документальном жанре, где свидетельство очевидца превыше всего. Российские и зарубежные критики считают объединение документальности и художественности у Жеребцовой настолько высокого мастерства, что её проза достигает цели воспитания следующих поколений.
Отмечая традиции русской литературы в творчестве Жеребцовой, публицист Андрей Десницкий пишет, что её военная проза блестяще раскрывает всю беззащитность маленького человека перед бездушной системой и заставляет глубоко задуматься о смысле бытия.
Полину Жеребцову часто сравнивают с Маркесом и другими знаменитыми представителями магического реализма. Критик Ольга Бугославская считает, что художественный мир её произведений построен из множества кирпичиков — документальной хроники, воспоминаний, впечатлений, предсказаний, снов, чужих рассказов, прочитанных и услышанных историй и легенд, примет, предрассудков, видений, молитв, проповедей.
Критики ставят книги П. Жеребцовой в один ряд с дневником Анны Франк, которая делала записи во время Второй мировой войны, Златой Филипович, чей дневник повествует о войне в Боснии, Таней Савичевой из блокадного Ленинграда и рассказами Варлама Шаламова, признавая, что это не только качественный первичный источник, но ещё и психологический документ.
Литературный критик Лиза Биргер констатирует, что описание того как люди превращаются в нелюдей, у Жеребцовой достигают невероятной литературной силы.
Журналист и редактор Филипп Дзядко в своей рецензии отмечает, что дневники П. Жеребцовой показывают ценность отдельной человеческой жизни, которая выше любых геополитических соображений, национальных различий и глобальных концепций, а любовь и воля к жизни сильнее зова крови и разрывов снарядов.

## Политические взгляды
После аннексии Крыма Полина Жеребцова выступила на Радио «Свобода» с осуждением российской политики в отношении Украины.
В июле 2012 года Полина Жеребцова подписала обращение российской оппозиции «Путин должен уйти», выразив несогласие с существующей системой правления.

Тот ад, в котором я жила, и тот кошмар, в котором живут миллионы людей в РФ, недопустим. У власти должны быть люди с философским складом ума, стремящиеся к миру, и всячески пытающиеся добиться для сограждан человеческих условий жизни.
То, что мы имеем сейчас — доказательство обратного процесса. П. Жеребцова.
— Из интервью «Голосу Америки»
В декабре 2013 года Полина Жеребцова написала открытое «Письмо Ходорковскому» с осуждением его высказывания о готовности «воевать за сохранение Северного Кавказа в составе страны» и посоветовала М. Ходорковскому прочитать её детский дневник о войне.
В 2015 году «Письмо Ходорковскому» было признано «экстремистскими материалами» и запрещено к распространению на территории РФ решением Троицкого суда Челябинской области. Политолог Андрей Пионтковский узнав об этом, написал что «нравственная позиция П. Жеребцовой куда более убедительная, чем позиция Навального или Ходорковского». Информационно-аналитический центр «Сова» не усмотрел в тексте письма П. Жеребцовой никакого экстремизма.

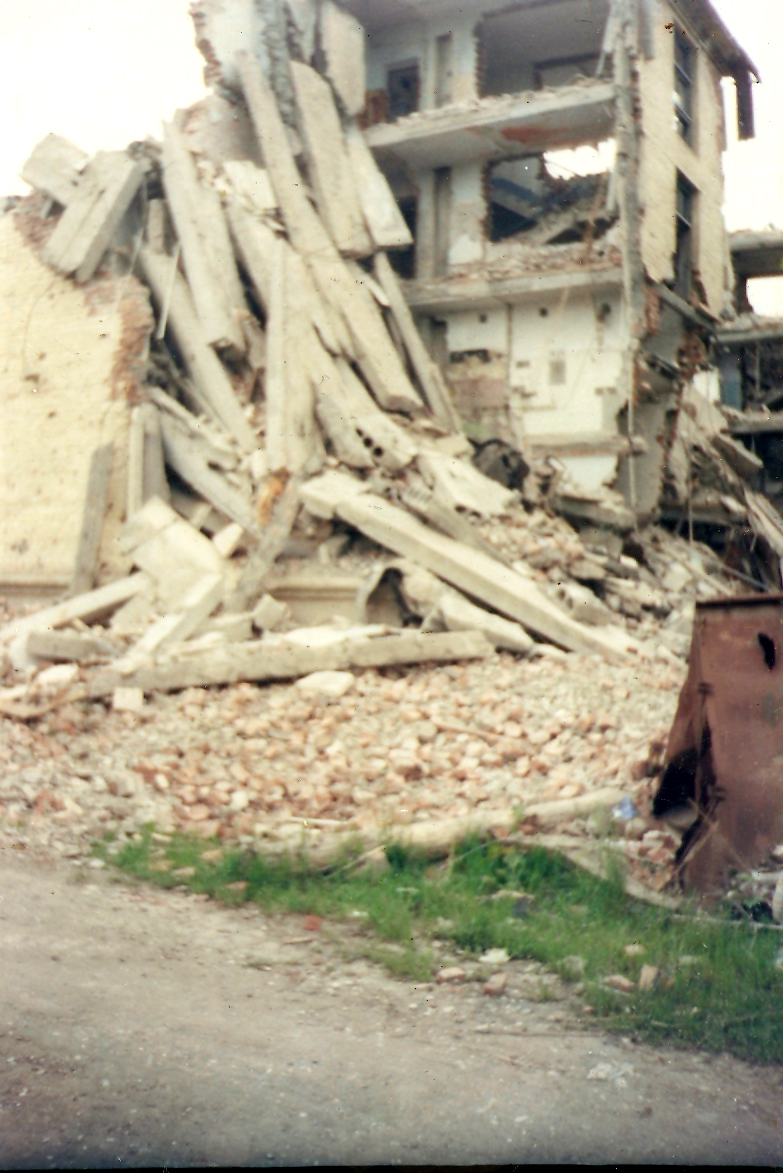
Дома по улице Заветы-Ильича, автор Жеребцова Полина

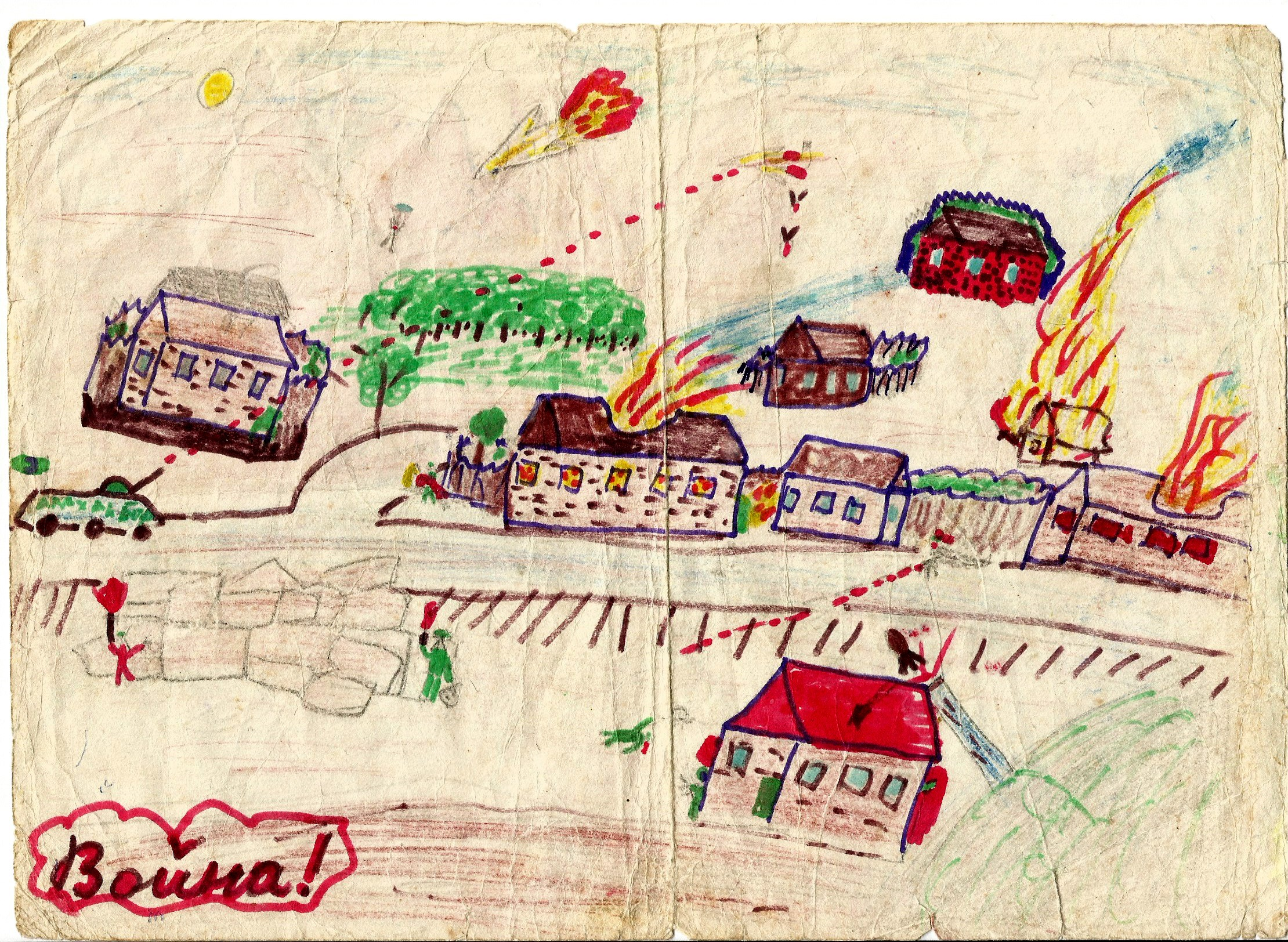
Рисунок Жеребцовой Полины, 1995 год (автору 10 лет)

### Переводы на иностранные языки
- Жеребцова Полина. Le journal de Polina. — Paris: Books, 2013. — 557 с. — 10 000 экз. — ISBN 2-36608-032-8.  (фр.)
- Жеребцова Полина. Tytönpäiväkirja. — Helsinki: INTO, 2014. — 5000 экз. — ISBN 978-952-264-312-4.  (фин.)
- Жеребцова Полина. LE JOURNAL DE POLINA. — Франция, Paris: 10/18, 2015. — 528 с. — 7000 экз. — ISBN 978-226-406-455-4.  (фр.)
- Жеребцова Полина. Мураха в скляній банці. Чеченські щоденники 1994—2004 — Украина: Книжковий клуб «Клуб сімейного дозвілля, 2015. — 650 с. — 5000 экз. — ISBN 978-966-14-8343-8.  (укр.)
- Жеребцова Полина. Polinas Tagebuch. — Германия: Rowohlt Verlag, 2015. — 600 с. — 12 000 экз. — ISBN 978-3-87134-799-3.  (нем.)
- Жеребцова Полина. Polinos Dienorastis. — Литва: Tytoalba, 2015. — 600 с. — 5 000 экз. — ISBN 978-6-09466-107-5.  (лит.)
- Жеребцова Полина. Тонка сріблиста нить. — Ukraine: BСЛ, 2016. — 272 с. — 3000 экз. — ISBN 978-617-679-207-9.  (укр.)
- Жеребцова Полина. Deníky Poliny Žerebcovové. — Czech Republic: BizBooks, 2016. — 480 с. — 3000 экз. — ISBN 978-80-265-0500-6.  (чешск.)
- Жеребцова Полина. Осляче поріддя. — Ukraine: BСЛ, 2017. — 384 с. — 3000 экз. — ISBN 978-617-679-357-1.  (укр.)
- Жеребцова Полина. Tšetšeenia päevikud 1994—2004. — Estonia: Tänapäev, 2017. — 656 с. — 3000 экз. — ISBN 978-994-985-161-4.  (исп.)
- Жеребцова Полина. Smalkais sudraba pavediens. — Latvia: Jumava, 2017. — 320 с. — 2000 экз. — ISBN 978-993-420-09-22.  (латыш.)
- Жеребцова Полина. Мравка в стъклен буркан. Чеченски дневници 1994—2004. — Bulgaria: Авангард принт, 2017. — 620 с. — 3000 экз. — ISBN 978-954-337-33-07.  (болг.)
- Жеребцова Полина. Mrówka w słoiku. Dzienniki czeczeńskie 1994—2004 — Poland: Karta, 2019. — 740 с. — 3000 экз. — ISBN 978-836-447-69-14.  (пол.)
- Жеребцова Полина Noi, i terroristi. — Italy: Kristianka Edizioni, 2022. — 300 c. — 5000 экз. — ISBN 978-889-460-94-86.  (итал.)
- Жеребцова Полина Fine silver thread خيط فضي رفيع. —  Arabia: Taatheer publishing 2022. — 380 c. — 7000 экз. — ISBN 978-603-839-40-14.
- Жеребцова Полина Donkey character سلالة الحمير. —  Arabia: Taatheer publishing 2023. — 460 c. — 10 000 экз. — ISBN 978-603-044-90-71.

## Театральные постановки по мотивам книг П. Жеребцовой
- 2017 — «Война, которой не было», режиссёр Семен Серзин (Россия)[73]
- 2017 — «Дневник Жеребцовой Полины», режиссёр Иван Вырыпаев (Польша)[74]
- 2019 — «Ослиная порода», режиссёр Алла Светлакова (Россия)[75]
- 2019 — «Чеченский дневник», режиссёр Алла Светлакова (Россия)[76].
- 2021 — «Чеченский дневник», режиссёр Виктория Аминова (Россия)[77].
- 2023 — «Чеченский дневник», режиссёр Эдгар Закарян (Россия)[78]

### Театральные постановки по пьесам П. Жеребцовой
- 2019 — «Дочь Пророка», режиссёр Виктор Древицкий (Финляндия, Хельсинки)[79]

## Литературные премии
- 2006 — Лауреат международной литературной премии им. Януша Корчака за отрывок из Дневника («Крещение» — 2000 год)[80].
- 2006 — Лауреат международной литературной премии им. Януша Корчака за военный рассказ «Маленький Ангел».
- 2012 — Финалист премии им. Андрея Сахарова «За журналистику как поступок»[81].
- 2017 — Лауреат международной литературной премии им. Эрнеста Хемингуэя за книгу «Ослиная порода»[82].
- 2018 — Дипломант международной литературной премии им. Исаака Бабеля за рассказ «Зайна»[83].
- 2019 — Финалист международной литературной премии Angelus (Польша) за высокий вклад в культуру[84].
- 2022 — Финалист международной литературной премии им. Исаака Бабеля[85]

### Номинации
- 2015 — Книга «Муравей в стеклянной банке. Чеченские дневники 1994-2004 гг.» вошла в лонг-лист литературной премии «Ясная Поляна»[86].
- 2016 — Книга «Тонкая серебристая нить» вошла в лонг-лист литературной премии НОС[87] и в шорт-лист Бунинской премии[88].
- 2017 — Книга «Ослиная порода» вошла в лонг-лист литературной премии Ясная Поляна[89].
- 2017 — Книга 45-я параллель вошла в шорт-лист премии премии им. Андрея Сахарова «за журналистику как поступок»[90], лонг-лист Премия НОС[91], лонг-лист премии Ясная поляна[92].

## Эмиграция
Из-за угроз, которые Полина Жеребцова получала лично, а также по почте и телефону от людей, представлявшимися «патриотами России», писательница в январе 2012 года уехала из России и попросила политическое убежище в Финляндии. Впоследствии ей угрожали и чеченцы из криминальных сообществ.
Финляндия предоставила политическое убежище Жеребцовой и её супругу в 2013 году.

## Публикации дневника
Едва книга поступила в продажу, на многих сайтах появилась ложная информация, что это — «художественный вымысел». Были нарушены авторские права.

«Я видела записи в натуральном виде, и могу подтвердить, что перед вами настоящий дневник девочки, а не какая-то мистификация», — сказала на презентации Светлана Ганнушкина, председатель комитета «Гражданское содействие», член совета и руководитель сети «Миграция и право» Правозащитного центра «Мемориал», опровергая информацию о неподлинности изданного материала, пишет «Российская газета».

Сокращенные фрагменты дневника за 1999—2000 годы Полины Жеребцовой были опубликованы в российских и зарубежных СМИ в 2006—2010 годах.
«Дневник Жеребцовой Полины» содержит военные события в Чеченской Республике, межнациональные отношения, психологию, взросление самого автора, сновидения, мистику.

«Я никого не ругаю — ни повстанцев, ни русских солдат, — говорит Полина. — В книге нет зла, она только о жизни гражданских лиц, которые вынуждены жить в условиях войны».

«Дневник Жеребцовой Полины» за 1999—2002 годы впервые был опубликован московским издательством «Детектив-Пресс» в 2011 году. Презентация прошла в музее им. А. Сахарова. Текст книги доступен на Проза.ру.

### Фрагмент дневника
8 ноября 1999 года:

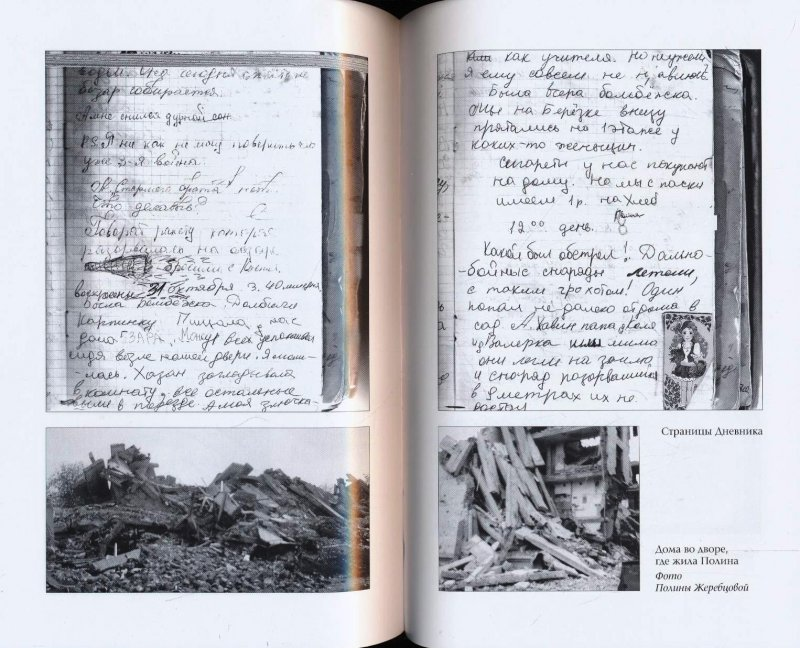
Фрагмент дневника Жеребцовой Полины

…Вчера вечером был ужасный обстрелище!
Ракеты и снаряды летели во двор.
Били минометы и пулеметы. Стены ходили ходуном.
У всех соседей вылетели остатки оконных стекол…

## Повести и рассказы
- 2003 — «Брак поневоле»
- 2004 — «Лариса»
- 2006 — «Маленький Ангел»
- 2008 — «Дедушка Идрис»
- 2013 — «Тонкая серебристая нить»
- 2014 — «Один день на войне»
- 2014 — «Зайна»
- 2014 — «Два метра в квадрате»[105].
- 2015 — «Дочь пророка»[106].

## Статьи Жеребцовой
- ЧЕЧНЯ — ВЧЕРА, УКРАИНА — СЕГОДНЯ. ЧТО БУДЕТ ЗАВТРА?
- Про убиваемых и убивавших
- Свободу Борису Стомахину!
- Калина красная, цвета крови

## Интервью с Полиной Жеребцовой
- Полина Жеребцова: „Документальный роман — высшая и самая трудная форма литературы“ 2017
- „Я на стороне тех, кто не умеет стрелять“. НОВАЯ ГАЗЕТА, 2016
- „Я пришла, чтобы стать свидетелем“. „Радио Свобода“, 2015
- „Голос Америки“ Русская в Чечне и чеченка в России», 2012
- «Под русскими бомбами. Дневники свидетеля, журнал Медведь», 2012
- REUTERS «Дневник чеченского подростка — горькая повесть о бомбах и выживании», 2011